# 18735 Chubko
18735 Chubko è un asteroide della fascia principale. Scoperto nel 1998, presenta un'orbita caratterizzata da un semiasse maggiore pari a 3,0104817 UA e da un'eccentricità di 0,1526673, inclinata di 0,31792° rispetto all'eclittica.